# Llanfair Clydogau
Llanfair Clydogau est un village du comté de Ceredigion au pays de Galles, sur les bords de la rivière Teifi, à 4 miles au nord-est de Lampeter.
Lors du recensement de 2011, le village comptait une population de 684 habitants.
Sur son territoire il y a deux églises : l’église St Mary du XVIe siècle, et la chapelle Mair du XIXe siècle.

## Personnalités nées dans la commune
- John Thomas (1838-1905), photographe portraitiste